# Germán Gómez Gómez
Germán Gómez Gómez   (Santander, 5 de gener de 1914 - Madrid, 22 de març de 2004) fou un futbolista espanyol de la dècada de 1940.
Havia jugat al Tolosa i al Racing de Santander abans de la guerra civil. Durant la mateixa va ser jugador del Club Aviación Nacional, que posteriorment esdevingué Atlético Aviación i Atlètic de Madrid. Al conjunt blanc-i-vermell hi jugà durant 8 temporades. Acabà la seva carrera novament al Racing.
Fou sis cops internacional amb la selecció espanyola.
Fou entrenador a la Gimnástica de Torrelavega la temporada 1952–53.

## Palmarès
Atlètic de Madrid
- Lliga espanyola de futbol masculina: 1939–40, 1940–41